# Callie Torres
Calliope "Callie" Iphegenia Torres, M.D. é uma personagem fictícia da série de televisão de drama médico Grey's Anatomy, que vai ao ar na ABC nos Estados Unidos. A personagem foi criada pela produtora da série, Shonda Rhimes, e é interpretado por Sara Ramírez. Ela foi apresentada na segunda temporada, como residente de ortopedia sênior, como um interesse amoroso pelo interno George O'Malley (T.R. Knight). Eventualmente, tornando-se uma cirurgiã ortopédica assistente, a personagem foi originalmente contratada para aparecer em uma base recorrente, mas recebeu o faturamento de estrela na terceira temporada.
Callie foi inicialmente concebida como um interesse amoroso de George O'Malley, e foi criada para não gostar de seus colegas. Outras histórias incluem relações entre ela e o cirurgião plástico, Mark Sloan (Eric Dane), cirurgiã cardiotorácica Erica Hahn (Brooke Smith), bem como um casamento com a cirurgiã pediátrica Arizona Robbins (Jessica Capshaw). O enredo bissexual do personagem com Érica Hahn e Arizona Robbins, foi muito aclamado. É uma das personagens LGBT com maior tempo de participação em um programa na história da televisão, aparecendo em 11 temporadas e 239 episódios.
O retrato de Sara Ramirez sobre Callie Torres tem sido amplamente elogiado pelos críticos de televisão e o personagem ganhou popularidade significativa à medida que a série progrediu. Ramírez foi nomeada para vários prêmios por sua interpretação de Torres, incluindo o Prêmio de Imagem de Melhor Atriz Coadjuvante em Série Dramática e o Prêmio ALMA de Melhor Atriz em Série de Televisão Dramática. O personagem foi classificado como n.º 7 por AfterEllen.com na lista de "Top 50 Personagens Favoritas da TV Feminina." No final da décima segunda temporada do show, Ramirez deixou o show depois de dez anos, desejando fazer uma pausa.

## História
Callie Torres é apresentada como uma residente de cirurgia ortopédica com uma queda pelo interno George O'Malley (T.R. Knight). Os dois começam um relacionamento e Torres se muda para a casa de Meredith (Meredith e Izzie Stevens também moraram lá). Incomodada pelo modo como o relacionamento deles está progredindo, O'Malley a confronta, o que resulta em sua mudança para um hotel. No rescaldo do rompimento, ela conhece e tem uma noite com o cirurgião plástico Mark Sloan (Eric Dane), que se torna seu amigo. Torres e O'Malley subsequentemente se reconciliam, e os dois se casam em Las Vegas no calor do momento. Confuso, O'Malley confidencia à colega interna Izzie Stevens (Katherine Heigl), sobre seus problemas de relacionamento com o álcool, levando a um encontro sexual bêbado entre os dois. Torres permanece inconsciente de seu encontro sexual, mas se torna cada vez mais desconfiada e anuncia seu desejo de conceber um filho. Pouco tempo depois, no entanto, ela descobre que O'Malley foi infiel, terminando seu casamento. Embora sua vida pessoal seja problemática, Torres vive profissionalmente quando é nomeada como Residente Chefe do hospital. No entanto, ela logo começa a lutar para lidar com o papel e é rebaixada logo em seguida.
Torres faz amizade com Erica Hahn (Brooke Smith), a nova chefe do hospital de cirurgia cardiotorácica. As duas embarcam em um relacionamento quando Hahn, brincando, beija Torres em um elevador para provocar Sloan. Nenhuma das duas esteve com outra mulher antes, e Torres luta com sua bissexualidade e a trai com Sloan. Ela é inicialmente perdoada, mas depois de uma discussão sobre o trabalho, Hahn renuncia de Seattle Grace, terminando seu relacionamento. A nova cirurgiã pediátrica Arizona Robbins (Jessica Capshaw) a beija e elas começam a namorar. Seu relacionamento é testado quando Torres sai com seu pai, Carlos, que a renega, cortando-a financeira e emocionalmente. Quando ela não é concedida uma posição como um médico assistente, ela repreende publicamente o chefe, Richard Webber, e renuncia de seu cargo. Ela começa a trabalhar no vizinho hospital Mercy West e, quando os dois hospitais se fundem, ela é promovida a um cirurgião assistente. O pai de Torres retorna mais uma vez para condená-la, mas acaba aceitando sua sexualidade. Quando Torres explica seu desejo de ter filhos, Robbins expressa desapontamento, e suas posições divergentes sobre o assunto os levam a se separar. Logo depois, um atirador comete assassinato em massa no hospital e, aliviado por ter sobrevivido, Torres e Robbins se reconciliam, com Robbins concordando que elas deveriam ter filhos juntas.
Quando Robbins ganha uma concessão de prestígio para ajudar a tratar crianças no Malawi, uma descontente Torres concorda em se mudar para lá com ela, pois a posição durará três anos; no entanto, sua falta de entusiasmo faz com que Robbins termine seu relacionamento e vá sem ela. Com o coração partido Torres vai até Sloan, e eles têm uma noite só. Robbins retorna para Torres, se desculpando e esperando perdão, mas Torres inicialmente a rejeita, e depois revela que ela está grávida do bebê de Sloan. Robbins concorda em criar o filho com ela, mas não gosta que o Sloan seja uma parte permanente de suas vidas. A caminho de uma escapada de fim de semana, Robbins propõe a Torres, mas antes que Torres possa responder, as duas estão em uma colisão frontal com um caminhão, deixando Torres gravemente ferida. Na tentativa de salvar sua vida, Addison Montgomery (Kate Walsh), entrega o bebê prematuro de Torres. Torres sobrevive e concorda em se casar com Robbins. Após doze semanas de recuperação, tanto Torres quanto o bebê Sofia recebem alta e podem sair do hospital. Torres se recupera de sua cirurgia, mas lida com a reação de sua mãe (Gina Gallego) em relação ao casamento e sua neta. Torres e Robbins se casam em um jardim depois que a esposa do ministro fica doente, com o cirurgiã geral Miranda Bailey (Chandra Wilson), oficiando a cerimônia.
No rescaldo de um acidente de avião que matou Sloan e Lexie Grey (Chyler Leigh), Torres é forçada a tomar a decisão de deixar Alex Karev amputar a perna esquerda de Robbins para mantê-la viva, o que coloca tensões sobre seu relacionamento. O hospital é processado e, eventualmente, considerado culpado de negligência. Cada vítima, incluindo Robbins, Derek Shepherd (Patrick Dempsey), Meredith Grey (Ellen Pompeo), e Cristina Yang (Sandra Oh) deve receber US $ 15 milhões em indenizações, o que leva o hospital a uma quase falência, já que os seguros se recusam a pagar. Esses médicos e Torres compram o hospital com a ajuda da Harper-Avery Foundation para evitar que ele feche, e cada um se torna membro da nova diretoria. Tudo parece correr bem para o Arizona e Callie, até que uma grande tempestade atinge o hospital, agora com o nome de Mark Sloan e Lexie Gray. No último episódio da nona temporada, o Arizona trai Callie com a Dra. Lauren Boswell (Hilarie Burton). Callie logo descobre a infidelidade do Arizona ao ver seu anel de casamento pregado na bainha do Dra. Boswell. Após a descoberta, tanto Callie quanto Arizona compartilham seus sentimentos e é revelado que o Arizona não perdoa Callie por ter feito a chamada para amputar sua perna. Callie está de coração partido e Arizona afirma que Callie não perdeu nada no acidente, ao que Callie responde que ela, aparentemente, perdeu a Arizona.
Callie leva Sofia para morar com Meredith e Derek, Zola e o bebê Bailey por um tempo antes de expulsar Arizona de seu apartamento e comemora dançando de calcinha. Callie também deixou o Arizona em terapia, dizendo a ela que ela era a única que precisava ir. Depois de ser atingida por um processo, seu pai, Carlos, visita e diz a Callie que ele traiu sua mãe, mas ela o levou de volta e Callie não estaria aqui se sua mãe não desse uma segunda chance a Carlos. Callie vai ao apartamento do Arizona e a convida para voltar para casa. Callie descobre durante a cirurgia que o Arizona estava dormindo com Leah, uma residente do segundo ano, enquanto estava separada. Embora com raiva da Arizona, Callie ainda concorda em resolver as coisas.
Depois do fracasso do casamento de abril com Matthew, Callie e Arizona compraram uma casa juntas, um novo começo, longe das lembranças de seu apartamento. Mais tarde, decidiram tentar novamente um segundo filho. No entanto, uma viagem levou à descoberta de que Callie tinha desenvolvido aderências em seu útero nos anos desde o nascimento de Sofia, o que significa que ela não poderia mais ter bebês. Depois de conversar sobre o assunto, o casal concordou em adiar o sonho de ter outro bebê até estarem mais sólidos como casal.
No início da décima primeira temporada, Callie e Arizona deram à terapia outra chance para ajudar a consertar o casamento. Elas foram feitas para ir 30 dias vivendo vidas separadas na mesma casa sem atividade sexual com os outros ou uns aos outros. Elas chegaram perto de quebrar essa regra e tiveram que começar de novo e antes que os 30 dias terminassem, elas finalmente cederam e se conectaram sexualmente novamente. No final dos 30 dias da última sessão de terapia, Arizona percebeu que não poderia viver sem Callie; no entanto Callie não sentiu o mesmo e afirmou que se sentia sufocada e, eventualmente, saiu da terapia, terminando seu casamento.
Callie, em seguida, continua a namorar Penny, que era a residente responsável pelo caso de Derek Shepard. Ela vem para um jantar oferecido por Meredith, que a reconhece. Descobriu-se então que Penny vai trabalhar no Grey Sloan Memorial. Quando todos, incluindo Callie, descobrem quem Penny realmente é, eles protestam e tentam tirá-la da linha de residência do Grey Sloan Memorial. Ela consegue ficar na linha apesar de todos os pedidos e desejos dos outros.
Depois que Callie revela seu desejo de se mudar para Nova York com Penny e levá-la com sigo sua filha e de Arizona, Sofia, Arizona leva Callie ao tribunal para a custódia exclusiva. Callie perde a custódia de sua filha para o Arizona e Penny se muda para Nova York. Depois que o Arizona decide que ambas as mães de Sofia merecem ser felizes, Arizona oferece a Callie passagens de avião e oferece um acordo de custódia que mantém Sofia em Seattle durante o verão e depois compartilha com ela todos os outros anos letivos e Natal.
Callie é referenciada ocasionalmente pela Arizona e Sofia depois de sua partida do show. No final da temporada 14, Arizona sai do show para se mudar para Nova York e está implícito que as duas acabarão por se reconciliar depois que Callie e Penny forem desmembrados.

## Desenvolvimento

### Casting e criação
Como pessoa latina, fiquei realmente orgulhosa de ver as pessoas étnicas no programa. Eu pensei: Uau, não há limites de cores. Ninguém está fazendo comentários sobre como há afro-americanos no programa e um asiático no programa. No entanto, pensei: onde está a pessoa latina?

—Ramírez em Grey's Anatomy
Ramirez foi vista por executivos da ABC, em sua performance na Broadway de Spamalot, que chamou sua atenção. Devido à sua admiração, a rede ofereceu a Ramírez um papel em qualquer série de televisão da ABC, de sua escolha, e ela escolheu Grey's Anatomy. Ramirez explicou ainda que, em sua audição inicial, os produtores gostaram dela, e tinham intenções de adicioná-la ao programa, mas não sabiam para que papel. Ela também disse que estava admirada com a forma como os executivos disseram: "Escolha um programa, qualquer programa", explicando que isso é raro. Shonda Rhimes disse: "Eu estava procurando uma namorada para George, mas estava na fase inicial, então não fazia ideia do que estava procurando". Rhimes construiu o personagem em torno de Ramírez depois que ela a conheceu. O personagem de Ramírez recebeu inicialmente status de recorrente na segunda temporada e recebeu faturamento de personagem principal na terceira temporada, ao lado do colega de elenco Eric Dane, que interpretou Mark Sloan. Ramírez discute como manter relacionamentos com colegas de elenco: 
O estranho de trabalhar na televisão é que você só vê as pessoas com quem está nas cenas. Não é como se vocês estivessem correndo juntos pelo set. Então, se você vai sair juntos, meio que precisa se esforçar. E acho que as pessoas têm famílias, as pessoas têm vidas.

### Caracterização
Enquanto estamos desanimados com o fim do crescente relacionamento entre Callie e Erica, o personagem de Callie, que agora foi identificada como lésbica pela criadora do programa, Shonda Rhimes, permanece e sua jornada continua.

—Gay & Lesbian Alliance Against Defamation sobre a história bissexual de Torres
A American Broadcasting Company (ABC) caracterizou Torres como "determinada" e "extrovertida", além de observar suas fraquezas: "defensiva" e "impulsiva". 
Ramírez descreveu seu personagem como alguém que "parece ser de uma certa maneira, mas tem alguns problemas muito complexos acontecendo nos bastidores. Ela parece ser uma personalidade muito forte, alguém que realmente acredita em si mesma e trabalhou duro para chegar aonde está. Ela é muito competitiva, mas tem um senso de si mesma, por isso não precisa vencer o tempo todo." Na aparição inicial de Torres no programa, ela não foi bem recebida pelos fãs, devido a ela atrapalhar o relacionamento de O'Malley e Meredith Grey (Ellen Pompeo). Quando perguntada sobre isso, Ramírez disse: "Você encontra muitas pessoas que são extremamente investidas nessa história. Obviamente, ouvi algumas coisas negativas". O final da quarta temporada do programa viu Torres se aproximar da cirurgiã cardiotorácica Erica Hahn, em um relacionamento referido pelo portmanteau "Eri-Cal" e mais tarde "Callica", por Michael Ausiello do Entertainment Weekly. Rhimes afirmou que: "Callie e Erica têm uma química inegável, e assistir a história se desenrolar é algo que os escritores estão ansiosos. Eu queria esclarecer o relacionamento delas da mesma maneira que fazemos todos os relacionamentos do programa — será engraçado, doce, honesto e um pouco sujo."

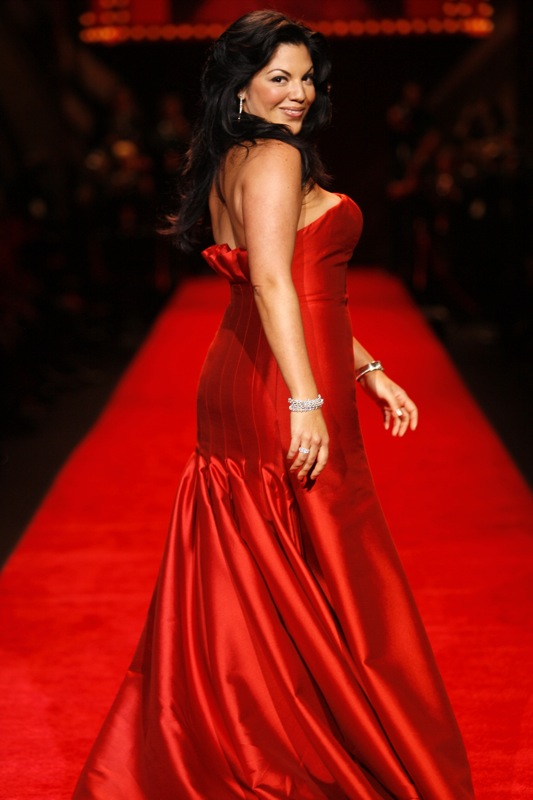
Torres serviu como vocalista principal no episódio musical do programa, "Song Beneath the Song", sendo descrito como "incrível" pelo colega de elenco, Kevin McKidd.

Ela explicou que, ao desenvolver o relacionamento entre as duas: "queríamos que fosse real - não um truque para convencer as pessoas a falar. Queríamos ver o que aconteceria se uma mulher de repente tivesse sentimentos por outra mulher". As duas personagens compartilharam um beijo no final da quarta temporada, com o qual D. Williams do After Ellen observou: "Callie e Erica se tornaram as únicas personagens lésbicas/bissexuais regulares atualmente na televisão. Esta é também a primeira vez que dois personagens regulares em um programa de rede começaram um romance lésbico, ao contrário de um se envolver com um novo personagem lésbico apresentado expressamente para esse relacionamento." Antes de continuar com o enredo, os produtores do programa consultaram o Gay & Lesbian Alliance Against Defamation para garantir que eles mantivessem o realismo por toda parte. Trish Doolan, estrela do April's Shower, foi convidada a consultar nas sessões do workshop que ocorreram e supôs que; "Eles realmente queriam ser sinceros com as duas personagens em que estavam focando no relacionamento mulher-mulher", com Nikki Weiss, que também consultou, acrescentando: "eles também não queriam estereotipar nada e escrever de um lugar onde não o entendiam.... Eu não acho que eles fizeram isso como um truque para levar as pessoas a assistir depois da greve. Eu realmente acho que eles queriam desenvolver essas duas personagens, e que você podia ver uma proximidade com elas muito antes de decidirem qualquer tipo de — Eu acho que elas também têm uma química juntas, como atrizes. Você poderia dizer isso na sala. Elas definitivamente têm uma química."
Na quinta temporada do programa, Torres embarcou em um relacionamento com Arizona Robbins (Jessica Capshaw). Os fãs referem-se à relação entre as duas pelo shipper "Calzona" (de Callie + Arizona). Rhimes elogiou a química entre Arizona e Callie em contraste, comparando-a com a do casal principal do programa, Meredith Grey e Derek Shepherd (Patrick Dempsey), e afirmando: "Elas têm aquela coisinha que faz você querer vê-las." Em "An Honest Mistake", Torres foi inicialmente rejeitada por Robbins, com Robbins citando a "inexperiência" de Torres como um fator. O escritor da série Peter Nowalk disse:
Entendo perfeitamente por que Arizona não gostaria de namorar um recém-nascido. É como conseguir um calouro como seu parceiro de laboratório de física, mesmo sendo um sênior que não apenas conhece as leis do movimento, mas as domina de maneiras que abalariam o mundo dos calouros. O que não quer dizer que o calouro não se torne realmente bom em Física, ou que Callie não alcance o Arizona na frente das lésbicas, é simplesmente que Arizona pode não ter paciência para esperar tanto tempo.— Peter Nowalk
O casal finalmente decidiu iniciar um relacionamento, no entanto, as duas experimentam dificuldades, mas acabam se reunindo. Rhimes comentou sobre sua reconciliação: "Eu amo [Callie] com Arizona. ... eu gosto que elas me fazem sentir esperançosa em relação ao amor". Rhimes mencionou o relacionamento delas na sexta temporada: "Gostaria de ver Callie feliz em um relacionamento de longo prazo. Temos muito a explorar com elas, porque mal sabemos nada sobre [Arizona]."
Callie e Arizona têm um relacionamento de cinco anos, se casando na sétima temporada e se divorciando na décima primeira temporada. Callie inicia um novo relacionamento com Penny Blake e se muda para Nova York com ela no final da décima segunda temporada. Shonda Rhimes falou sobre a partida abrupta de Ramírez, dizendo: "Esta foi diferente porque não era uma grande coisa planejada. Eu tinha um plano diferente e quando Sara entrou e disse: 'Eu realmente preciso fazer essa pausa', eu tive sorte de filmarmos o final da temporada com ela indo para Nova York.

## Recepção
O que foi verdadeiramente revolucionário em Callie é que ela nunca foi definida por nenhum aspecto de si mesma.  Ela era curvilínea, latina e bissexual, e também era uma médica divertida, frustrante e adorável, com uma carreira incrível e fortes amizades.  Nunca se esperava que Callie fosse perfeita.  Ela foi autorizada a ser tão bagunçada quanto todos os outros personagens de Grey's Anatomy, e, para todos que se identificaram com ela como um todo ou em parte, foi um grande alívio ver essa mulher que representava tantas perspectivas ser simplesmente incrível.

—Sabienna Bowmna do Bustle
Maureen Ryan, do Chicago Tribune, foi crítica sobre o desenvolvimento inicial do personagem. Revendo a estréia da terceira temporada, ela escreveu que os roteiristas deveriam desistir de Callie, explicando que a tornaram "obviamente, a 'garota esquisita', mas não há nada sob sua personalidade brusca." 
Seu casamento com O'Malley foi bem recebido; Staci Krause, da IGN, escreveu: "O relacionamento deles tem sido uma montanha-russa e foi bom ver essa mudança de eventos, pois ela realmente é um contraste perfeito com George". Discutindo o personagem em termos de seu relacionamento com Hahn, Williams foi bastante positivo, avaliando que: "A trama oferece tanto o drama de Grey quanto é conhecido e uma rede de veracidade raramente alcançada quando se trata de relacionamentos lésbicos". Trish Doolan e Nikki Weiss, convidados pelo GLAAD a consultar os produtores de Grey's Anatomy sobre o enredo, elogiaram o esforço de pesquisar a questão pelos escritores e atores envolvidos, embora tenham sido mais negativos na cena em que Hahn beijou Callie no elevador na frente de Mark Sloan. Weiss comentou: "Eu apenas senti que, se eles realmente se importassem um com o outro, eu não acho que eles fariam isso como um golpe. Isso pareceu um pouco, eu não sei, forçado. ... [Era] mais como uma conquista, como se ele pudesse ter [Hahn] também ou algo assim." O site LGBT AfterEllen.com concordou com essa visão, criticando a maneira como a cena foi editada para continuar cortando o ponto de vista de Sloan, como se "privilegiasse o olhar masculino". AfterEllen.com incluiu Torres em sua lista dos 50 principais personagens lésbicas e bissexuais, classificando-a em 6º lugar e nas 50 principais personagens femininas favoritas da TV. O personagem também foi listado nos "10 Médicos Mais Populares da TV pelo Wetpaint".
Comentando a saída abrupta de Hahn do programa, Dorothy Snarker, escrevendo para o AfterEllen.com, observou o relacionamento de Torres e Robbins: "Eu... não posso deixar de ter cuidado com o modo como os roteiristas de Grey's vão lidar com esse relacionamento. Jessica provou ser adorável e agradável em seu breve tempo na tela até agora. Mas não é como o romance começa, mas o que acontece a seguir que realmente importa." Falando no episódio musical, Nicole Golden, da TV Fanatic, considerou a interpretação de Ramírez de Chasing Cars "incrível" e se referiu à sua atuação em Grace, de Kate Havnevik, como "linda". Margaret Lyons, da New York Magazine, ficou feliz com a evolução da amizade de Bailey e Torres na primeira metade da nona temporada, chamando-a de "o único ponto brilhante": "Elas brincam, provocam-se, oferecem conselhos de amor sábio a uma à outra, agora que ambas estão no segundo casamento." Ramírez foi nomeada para Melhor Atriz em uma Série de Televisão de Drama no ALMA Awards, em 2007 e 2008. Também em 2007, no 13º Screen Actors Guild Awards, Ramírez e o elenco de Grey's Anatomy foram os ganhadores do prêmio de melhor desempenho por um grupo em série de drama. Ela e o elenco foram indicados ao mesmo prêmio, em 2008. Em 2011, no 42º NAACP Image Awards, Ramírez foi indicada para Melhor Atriz Coadjuvante em Série Dramática. Ela foi classificada em nº 7 na lista de "Top 50 personagens femininas favoritas da TV"